# Tomás Costa
Tomás Costa (Oliveros, 30 januari 1985) is een Argentijns voetballer die in eigen land bij CA Colón speelt. Hij is een voormalig speler van onder meer Rosario Central, FC Porto en CFR Cluj.

## Carrière

### Rosario Central
Hij speelde van 2003 tot 2005 in de jeugd van Rosario Central en werd in januari 2006 toegevoegd aan de A-selectie. Hij maakte zijn debuut tegen Club Estudiantes de La Plata , waar tegen hij in de 85ste minuut mocht invallen in een 1-0-overwinning voor zijn team. Na het vertrek van Néstor Gorosito en het arriveren van Carlos Ischia, mocht Costa meer in de basis starten dan voorheen. Zowel in de Apertura als de Clausura was hij constant titularis en ook in de 2 competitie delen van 2008 was dat geval. Hij wekte de interesse op van verschillende Europese teams.

### FC Porto & CFR Cluj
Op 14 mei 2008 werd bekend dat Tomás Costa Rosario Central verliet voor FC Porto voor een bedrag van 3,2 miljoen euro. Op 24 augustus 2008 maakte hij zijn debuut tegen CF Belenenses en een week later maakte hij al meteen de stadsderby tussen Porto en Benfica FC mee, die op een 1-1 draw eindigde. Op 17 september mocht hij ook voor het eerste aantreden in de Champions League, waarin zijn team 3-1 won tegen het Turkse Fenerbahçe SK. Een jaar later werd hij ook kampioen met Porto en hij mocht ook de Super Cup in de lucht steken tegen Pacos Fereirra. Het volgende seizoen verdween hij volledig naar achtergrond en op 31 augustus 2010 werd bekend dat hij zou uitgeleend worden aan het Roemeense CFR Cluj. Dit werd een mislukking, hij speelde maar 6 matchen in een half seizoen.

### Universidad Católica & Colón
Costa werd hij nog eens uitgeleend, ditmaal aan het Chileense Universidad Católica. Hij moest topscorer en spelverdeler Milovan Mirošević vervangen die naar Al Ain FC was vertrokken. Omdat de overgang van Mirosevic uiteindelijk toch niet doorging, verdween Costa al snel naar de bank. In zeventien wedstrijden voor Católica scoorde hij tweemaal. In juni 2011 vertrok Costa definitief bij Porto en tekende in eigen land bij CA Colón.

## Palmares

### FC Porto
- SuperLiga : 2008–09
- Portugese voetbalbeker : 2009